# Tragium tenuifolium
Tragium tenuifolium är en flockblommig växtart som beskrevs av Spreng.. Tragium tenuifolium ingår i släktet Tragium och familjen flockblommiga växter. Inga underarter finns listade i Catalogue of Life.